# Martina Dlabajová
Martina Dlabajová (Zlín, 26 luglio 1976) è una politica ceca, imprenditrice e consulente, dal 2013 al 2014 presidente della giunta della Camera di Commercio della Regione di Zlín. Dal 2014, è parlamentare del Parlamento europeo per il movimento ANO 2011.

## Biografia
Dal 1990 al 1994, ha frequentato il liceo Gymnázium Zlín-Lesní čtvrť di Zlín e, successivamente, l'Università di Padova dove si è laureata, nel 2000, in scienze politiche.
Tra il 2004 e il 2010, ha lavorato come coordinatrice delle rappresentanze della Regione di Zlín e di Olomouc a Bruxelles. A fine 2012, è stata eletta presidentessa della Camera di Commercio della Regione di Zlín.

## Carriera politica
Alle elezioni europee del 2014 si è candidata per il movimento ANO 2011 ed è stata eletta deputata con 4 789 preferenze (1,95%). Al Parlamento Europeo, è diventata vicepresidente della Commissione per il controllo dei bilanci (CONT), membro della Commissione per l'occupazione e gli affari sociali (EMPL) e della delegazione per le relazioni con il Sudafrica (D-ZA). Ha contribuito alla nascita dell'intergruppo parlamentare per l'imprenditoria creativa di cui è anche vicepresidentessa.